# 매슈 미첨
매슈 미첨(Matthew Mitcham, 1988년 3월 2일 ~ )은 오스트레일리아의 다이빙 선수이다. 2005년 세계 수영 선수권 10m 높이 다이빙 12위 등 큰 실적은 없었지만, 2008년 베이징 올림픽의 10m 높이 다이빙에서 금메달을 획득했다. 미첨은 동성애자임을 공표하고 있다.